# Pacto de Ceret
El Pacto de Ceret fue un tratado suscrito entre los rebeldes catalanes durante la sublevación de 1640 y el Reino de Francia.
El 7 de septiembre de 1640, los representantes de la Generalidad de Cataluña, Francesc de Tamarit y Francesc de Vilaplana firmaron un acuerdo en Céret (localidad situada en el condado Rosellón, el cual será cedido posteriormente a Francia en virtud del Tratado de los Pirineos de 1659) con el representante de Luis XIII de Francia, el cardenal Richelieu, por el que Cataluña debía recibir apoyo militar, se separaba de la Monarquía Hispánica y quedaba constituida como república libre bajo la protección del rey francés.
Pau Claris había convocado las Cortes de Cataluña el 10 de septiembre de 1640, pero paralelamente, y sin consultar a las ciudades, había empezado los contactos con los franceses.
Pau Claris convocó la Junta General de Brazos, que se erigió en la institución rectora de la nueva situación, hizo oficiales los compromisos con Francia y la secesión y emitió deuda pública para financiar los gastos militares. El avance victorioso de las tropas reales por Cambrils, Tarragona y Martorell hizo que la Junta cediera a las presiones francesas y proclamara a Luis XIII conde de Barcelona el 23 de enero de 1641, tres días antes de la batalla de Montjuic, que detuvo el ataque a Barcelona.
Cataluña se encontró siendo el campo de batalla de la guerra entre Francia y España e irónicamente pasaron a la situación que durante tantas décadas habían intentado evitar: Sufragar el pago de un ejército y ceder parcialmente su administración a un poder extranjero, en este caso el francés. La política francesa respecto a Cataluña estaba dominada por la táctica militar y atacar a Valencia y Aragón.
Luis XIII nombró un virrey francés y llenó la administración catalana de conocidos pro-franceses. El coste del ejército francés para Cataluña era cada vez mayor, y cada vez más se mostraba como un ejército de ocupación. Mercaderes franceses comenzaron a competir con los locales, pero favorecidos por el gobierno francés que convirtió a Cataluña en un nuevo mercado para Francia. Todo esto, junto a la situación de guerra, la consecuente inflación, plagas y enfermedades llevó a un descontento de la población que iría a más conscientes de que su situación había empeorado con Luis XIII respecto a la que gozaban con Felipe IV.
En 1651, tras ser nombrado virrey de Cataluña, don Juan José de Austria comienza el asedio de Barcelona que se rendirá al año siguiente, aunque los enfrentamientos continúan hasta la Paz de los Pirineos de 1659.